# Nemoria dorsilinea
Nemoria dorsilinea là một loài bướm đêm trong họ Geometridae.